# Louis Riel
Louis Riel (22 de octubre de 1844 - 16 de noviembre de 1885) fue un político de Canadá, y un líder del pueblo métis, una etnia mixta, de ascendencia indígena y europea que vivía en el interior de Canadá, en la región donde se localizan actualmente las subdivisiones canadienses de Manitoba, Saskatchewan, Alberta y los Territorios del Noroeste. Riel lideró dos movimientos de resistencia contra el gobierno canadiense, con el objetivo de preservar los derechos y la cultura del pueblo métis, a medida que la esfera de influencia canadiense se hacía sentir más y más en su tierra natal.
La primera de estas rebeliones, la Rebelión de Red River, tuvo lugar en 1869 y se extendió hasta el año siguiente, 1870. El gobierno provisional establecido por Riel negoció los términos entre los derechos del pueblo métis y la entrada de Red River a la Confederación de Canadá como la provincia de Manitoba. Sin embargo, Riel fue forzado a exiliarse en Montana, en los Estados Unidos, a causa de la controvertida ejecución de Thomas Scott, ocurrida durante la rebelión. En su periodo de exilio, Riel fue elegido tres veces a la Cámara de los Comunes de Canadá, aunque nunca asumió este cargo. Esos años, sufrió crisis de enfermedades mentales, en especial alucinaciones que le dictaban que él era el líder y profeta de su pueblo, divinamente escogido. Se casó en 1881, en su exilio en Estados Unidos, y tuvo tres hijos.
En 1884, Riel volvió a Saskatchewan —entonces parte de los Territorios del Noroeste— para liderar al pueblo métis, en una resistencia pacífica contra el gobierno de Canadá. Esta resistencia degeneró en un enfrentamiento militar conocido como la Rebelión de Saskatchewan, ocurrida en 1885, que culminó con la prisión de Riel. Louis Riel fue condenado a la pena de muerte, acusado de traición, y fue ahorcado el 16 de noviembre.
Riel fue y aún es visto con simpatía por los francófonos de Canadá, y como un traidor por los anglófonos del país, y su ejecución causó un impacto muy fuerte entre las relaciones sociales y políticas entre la provincia de Quebec —mayoritariamente francófona— y el resto de Canadá, en su mayoría anglófono. Ya sea visto como un Padre de la Confederación o como un traidor, Louis Riel es una de las figuras más complejas, controvertidas y trágicas de la historia de Canadá. A menudo, se le denomina con el apodo de "El Padre de Manitoba", por su papel desempeñado en la creación de la provincia.

## Infancia y adolescencia

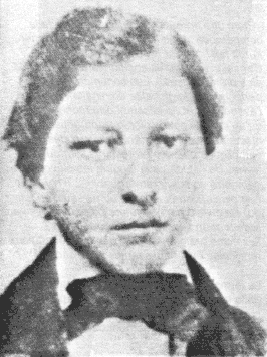
Louis Riel, a los 14 años de edad.

La colonia de Red River era una comunidad situada en la Tierra de Rupert, administrada por la Compañía de la Bahía de Hudson, y habitada por tribus indígenas y por los métis, un grupo étnico, descendientes de crees, objiveanos, saulteauxes, franceses, escoceses e ingleses. Louis Riel nació allí, en 1844, cerca de la actual capital de Manitoba, Winnipeg. Sus padres eran Louis Riel y Julie Lagimodière.
Riel era el hijo mayor, de un total de 11 hermanos, de una familia métis respetada en la comunidad —su padre se hizo famoso en su comunidad por organizar un grupo que apoyaba a Guillaume Sayer, un métis que fue preso por desafiar al monopolio comercial en la región. Finalmente, Sayer fue liberado por las autoridades, debido a la presión ejercida por el grupo comandado por Riel padre. La liberación de Sayer también acabó con el monopolio de la Compañía de la Bahía de Hudson en la región, haciendo al apellido Riel muy conocido en la comunidad del Red River. Lagimodière, por otro lado, era hija de Jean-Baptiste Lagimodière y Marie-Anne Gaboury, una de las primeras familias blancas en establecerse en la región, en 1812. La familia Riel era conocida también por su fervorosa fe cristiana y por sus fuertes lazos de familia.
En su infancia, Louis Riel fue educado por sacerdotes católicos en Saint-Boniface. A los 13 años de edad, se convirtió en alumno de Alexandre Taché, el obispo de Saint-Boniface. En 1858, Taché hizo que Riel —alumno talentoso, en su opinión— estudiara en el Petit Séminaire, una escuela religiosa, dedicada a la formación de sacerdotes, de la Facultad de Montreal, en Montreal, Quebec, bajo la dirección de la Sociedad Sulpiciana. Las descripciones de Louis Riel de la época indican que era un estudiante excelente en el área de idiomas, ciencias y filosofía, aunque sin embargo daba muestras de inestabilidad emocional.
Tras la muerte prematura de su padre en 1864, Riel perdió el interés en sus estudios religiosos en la Facultad de Montreal, y salió de allí en marzo de 1865. Por un tiempo, estudió en el convento de las Monjas grises, pero fue inmediatamente expulsado por problemas de disciplina. Durante algunos meses, el joven Riel continuó en Montreal, viviendo en la casa de su tía, Lucie Riel. Empobrecido por la muerte de su padre, consiguió un empleo como pasante del abogado Rodolphe Laflamme. En esta misma época, tuvo un romance con una joven mujer, cuyo nombre era Marie-Julie Guernon. Este romance culminó en un pedido de boda por parte de Riel, pero la familia de Guernon no aceptó que una hija suya se casara con un métis, e inmediatamente acabó la relación entre los dos. Después de recuperarse de este desengaño, Riel, no contento con su trabajo, decidió abandonar Quebec alrededor de 1866. Trabajó (en trabajos informales y de corta duración) por un tiempo en Chicago, Illinois, Estados Unidos, mientras vivía con el poeta Louis-Honoré Fréchette, y después de esto trabajó durante algún tiempo como agente administrativo en St. Paul, Minnesota, antes de retornar a su tierra natal, Red River, el 26 de julio de 1868.

## Rebelión de Red River

### Introducción

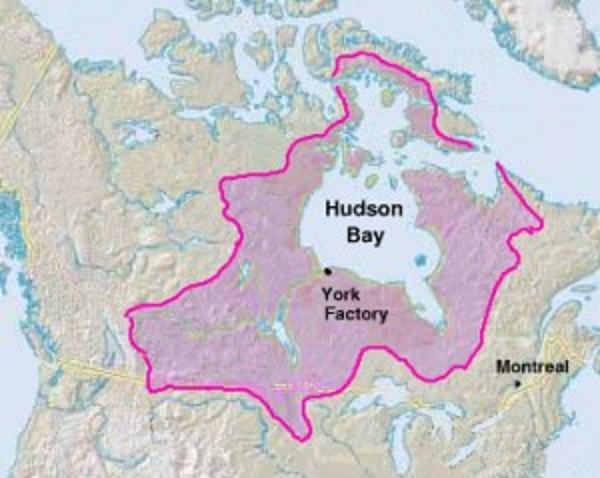
La Tierra de Rupert, c. 1860.

La mayor parte de la población de la comunidad de Red River eran métis u otras etnias indígenas norteamericanas. Al volver, sin embargo, Riel observó que en el lugar estaban creciendo las tensiones religiosas, nacionalistas y raciales, debido a la inmigración de familias anglófonas protestantes. La situación política también era incierta, pues estaban teniendo lugar negociaciones para la transferencia de la Tierra de Rupert, propiedad de la Compañía de la Bahía de Hudson, a Canadá. Finalmente, a pesar de los avisos del obispo Teché y del Director de la Compañía de la Bahía de Hudson, William Mactavish, al entonces primer ministro de Canadá, John Alexander Macdonald, de que un censo de la zona por parte del gobierno canadiense agravaría las tensiones ya existentes, el ministro canadiense de trabajos públicos, William McDougall, ordenó un estudio de la población local. La llegada, el 20 de agosto de 1869, de un grupo de especialistas comandados por el coronel John Stoughton Dennis, aumentó mucho la ansiedad entre los métis, muchos de los cuales no tenían títulos de posesión de tierras, tierras que, de todos modos, estaban organizadas en un sistema seigneurial de cultivo (semifeudal, modo de cultivo de tierra muy usado entre los colonizadores de Nueva Francia).

### Líder de los métis
Alrededor de agosto, Riel denunció el censo a la población local, y el 11 de octubre de 1869, el trabajo del censo fue interrumpido por momentos por un grupo de métis, en el cual estaba incluido Riel. Este grupo se organizó como el Comité Nacional de los Métis, el 16 de octubre, siendo Riel el secretario y John Bruce el presidente. Cuando fue llamado por el Consejo de Assiniboia (controlado por la Compañía de la Bahía de Hudson) para explicar sus acciones del 11 de octubre, Riel declaró que cualquier tentativa por parte de Canadá de asumir la autoridad gubernamental en la región sería inmediatamente rechazada por parte de los métis, a menos que Ottawa negociara y llegase a un acuerdo de entrada. Aun así, el coronel McDougall, que hablaba sólo inglés, fue elegido vicegobernador de los Territorios del Noroeste. Un grupo comandado por McDougall intentó entrar en Red River el 2 de noviembre, pero fueron forzados a retirarse a Estados Unidos, y el mismo día un grupo métis liderado por Riel invadió y tomó el control de Fort Garry, sin derramamiento de sangre.
El 6 de noviembre Riel invitó a un grupo de anglófonos de Red River a una reunión, junto con algunos representantes del pueblo métis, para discutir y negociar. El 1 de diciembre Riel propuso una lista de derechos como condición necesaria para la entrada de las Tierras de Rupert a la Confederación de Canadá. Muchos de los anglófonos aceptaron las condiciones de Riel, pero una minoría —extremistas canadienses— se organizaron en oposición a Riel. Este grupo —que se autodenominó "Grupo de Canadá"— estaba liderado por John Christian Schultz, Charles Mair, el coronel Dennis, y un más reticente mayor Charles Boulton. McDougall intentó que su autoridad fuera respetada por los métis, autorizando el uso de un contingente armado por parte de Dennis, pero los colonos anglófonos de la región ignoraron las llamadas al reclutamiento en el contingente armado de Dennis. Schultz, sin embargo, conseguir atraer a cerca de 50 reclutas, con los que fortificó su casa y su tienda. Riel cercó la casa de Schultz, y este fue obligado a rendirse. Él y sus 50 soldados fueron presos en Upper Fort Garry.

### Gobierno provisional

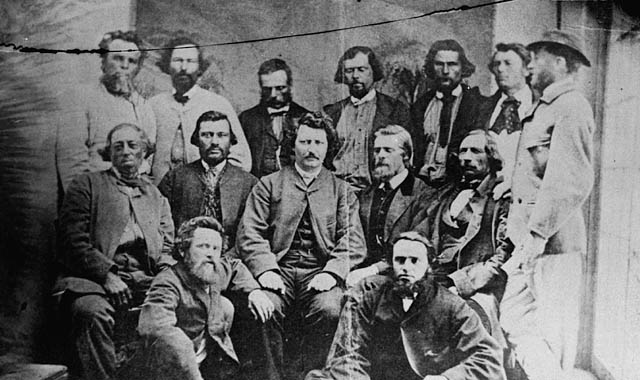
El gobierno provisional de los Métis.

Al saber de los acontecimientos en Red River, Ottawa mandó tres emisarios a la comunidad, entre los que se encontraba un representante de la Compañía de la Bahía de Hudson, Donald Alexander Smith. Mientras estaban camino de Red River, el Comité Nacional de los Métis inauguró un gobierno provisional el 8 de diciembre, siendo Riel elegido primer presidente el 27 de diciembre. Los encuentros entre Riel y los emisarios de Ottawa se produjeron el 5 y 6 de enero de 1870, pero no llevaron a ninguna parte y Smith decidió presentar el caso en un foro público. Los días 19 y 20 de enero, Smith, en discursos públicos, aseguró a la población de la comunidad la voluntad y la honestidad que el gobierno de Canadá estaba tomando en el caso. Ello llevó a que Riel propusiera la formación de un Consejo compuesto por un mismo número de anglófonos y de francófonos, en consideración a los discursos de Smith. El 7 de febrero, se presentó una nueva lista de derechos a los emisarios de Ottawa, y Smith y Riel acordaron enviar representantes a Ottawa para negociaciones directas.

### Resistencia canadiense y la ejecución de Scott

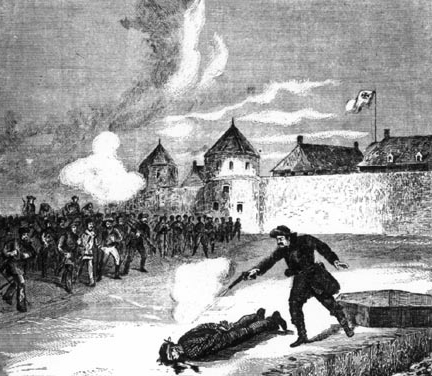
La ejecución de Thomas Scott.

A pesar del aparente progreso en las negociaciones, el “Grupo de Canadá” estaba gestando planes contra el gobierno provisional de los métis. Sin embargo, el 17 de febrero, 48 personas del grupo, entre las que se encontraban Boulton y Thomas Scott, fueron detenidas cerca de Fort Garry.
Boulton fue juzgado en un tribunal liderado por Ambroise-Dydime Lépine, y condenado a muerte por su interferencia en el gobierno provisional. Fue perdonado, pero Scott interpretó esta acción como una señal de flaqueza por parte de los métis, y declaró abiertamente sus opiniones a estos. Después de varias discusiones entre Scott y sus guardias, éstos insistieron al tribunal que Scott debería ser juzgado también por insubordinación. En su juicio, Scott fue condenado a muerte, acusado de desafiar la autoridad del gobierno provisional. Smith intentó que Riel perdonara también a Scott, reduciendo la pena a prisión por tiempo indeterminado, pero Riel, según el propio Smith, respondió: “He hecho tres buenas acciones desde que comenzó el gobierno provisional: Perdoné la vida de Boulton cuando usted lo pidió, y perdoné a Gaddy, y ahora debo fusilar a Scott”.
Scott fue ejecutado por fusilamiento el 4 de marzo. Los motivos de Riel para haber permitido la ejecución han sido causa de muchas especulaciones, pero la justificación de Riel era que resultaba necesario mostrar a los canadienses que los métis debían ser tomados en serio.

### La creación de Manitoba y la expedición de Wolseley
Los delegados que representaban al gobierno provisional de los métis partieron a Ottawa en marzo. Aunque en un principio tuvieron dificultades legales, dada la ejecución de Scott, se les permitió inmediatamente negociar con Macdonald y George-Étienne Cartier. Luego se alcanzó un acuerdo, que atendía de las demandas de la lista de los derechos exigidos por Riel. Este acuerdo formó la base del Manitoba Act, del 12 de mayo de 1870, según el cual se creaba la provincia de Manitoba —entonces parte de las Tierras de Rupert— y se aceptaba como el quinto miembro de la Confederación de Canadá. Sin embargo, los representantes métis no fueron capaces de alcanzar un acuerdo de amnistía general para el gobierno provisional de los métis. Como método de ejercer la autoridad canadiense en la comunidad de Red River, y también como manera de disuadir a los expansionistas estadounidenses, se envió a Red River una expedición militar canadiense, la Expedición de Wolseley, bajo mando del coronel Garnet Wolseley. Aunque el gobierno canadiense describió esta acción como un “acto pacífico”, Riel sabía que ciertas personas de esa expedición querían lincharlo y huyó cuando la expedición militar se aproximaba a Red River. La llegada de tal expedición militar, el 24 de agosto, marca el fin efectivo de la Rebelión de Red River.

## Los años intermedios

### La cuestión de la amnistía
El 2 de septiembre llega el nuevo vicegobernador, Adams George Archibald, e instala el gobierno civil canadiense en la región. En ausencia de amnistía, y viendo a los militares canadienses agrediendo e intimidando a cualquier simpatizante de las ideas de Riel, este huyó a la Misión de St. Joseph, al otro lado de la frontera, en el entonces Territorio de Dakota. Sin embargo, los resultados de la primera elección provincial de Manitoba eran prometedores para Riel, pues fueron elegidos muchos simpatizantes suyos. Pero el estrés y las dificultades financieras precipitaron una seria enfermedad —posiblemente una señal de sus futuros problemas psiquiátricos— que le impidió volver a Manitoba hasta mayo de 1871.

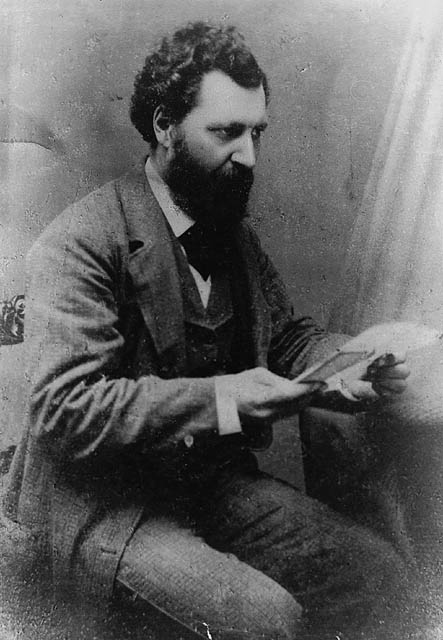
Louis Riel c. 1875.

Ahora, la comunidad de Red River se enfrentaba con otra amenaza, esta vez estadounidense: ataques fenianos coordinados por William Bernard O'Donoghue. A pesar de que esta amenaza fuese exagerada, Archibald convocó un alistamento el 4 de octubre. Se organizaron partidas de caballería, una incluso liderada por Riel. Cuando Archibald pasó revista a las tropas en St. Boniface, hizo el gesto significativo de dar un apretón de manos a Riel, en público, indicando que había tenido lugar una reconciliación. Pero duraría poco: cuando esta noticia llegó a Ontario, Mair y miembros de la Canada First lideraron un movimiento anti-Riel y anti-Archibald en la provincia. Con las elecciones federales en 1872, Macdonald no podía permitirse más desavenencias en las relaciones entre Ontario y Quebec. Entonces hizo que Taché ofreciera a Riel una gratificación de 1000 dólares canadienses para que se fuera voluntariamente al exilio. Este dinero sería suplementado por otras 600 libras esterlinas de Smith, que estarían destinadas a mantener la familia de Riel. Ya que tenía pocas opciones disponibles, Riel aceptó la oferta y llegó a St. Paul el 2 de marzo de 1872.
Sin embargo, volvió en junio a Manitoba, donde se le convenció para que participara en las elecciones, en las que se disputaba una vacante en el parlamento como miembro del distrito electoral de Provencher. Sin embargo, después de la derrota de Louis-Étienne Cartier en su tierra natal, Quebec, decidió no participar para que Cartier —que estaba a favor de la amnistía a Riel— disputara la vacante en su lugar, y tal vez fuera elegido. Cartier ganó por aclamación, pero las esperanzas de Riel para que se resolviera rápidamente la cuestión de su amnistía se esfumaron tras la muerte de Cartier, el 20 de mayo de 1873. En las elecciones siguientes (para la elección de un miembro del parlamento que sustituyera a Cartier), celebradas en octubre de ese mismo año, Riel venció sin oposición, aunque fue forzado una vez más a huir, pues había una orden gubernamental de septiembre que pedía su encarcelamiento.. Lépine no tuvo la misma suerte: fue capturado y después juzgado. Riel huyó a Montreal, donde dudó si debería o no ocupar su escaño en la Cámara de los Comunes de Canadá. Edward Blake, gobernador de Ontario, anunció una recompensa de 5000 dólares canadienses para la persona que consiguiera capturar a Riel. Irónicamente, Riel fue el único miembro del Parlamento de Canadá que no estaba presente en el gran debate del Escándalo del Pacífico, de 1873, que hizo que Macdonald renunciara en noviembre de ese mismo año. Alexander MacKenzie, líder del Partido Liberal, fue elegido primer ministro interino del país, y se celebraron nuevas elecciones nacionales en enero de 1874. Aunque los liberales y Mackenzie vencieron, Riel consiguió mantener con facilidad su escaño en la Cámara de los Comunes. Formalmente, Riel tenía que firmar un libro de registro al menos una vez después de haber sido elegido, y lo hizo disfrazado a finales de enero. Aun así, fue destituido de su puesto en la Cámara de los Comunes, tras de una moción presentada por Schultz, que se había vuelto miembro del distrito electoral de Lisgar. Riel es reelegido fácilmente en la elección parcial que siguió y, aunque fue expulsado de nuevo de su cargo (que luego ocupó Schultz), lo simbólico de su gesto fue suficiente para que la opinión pública quebequesa se pusiese fuertemente a su favor.

### Exilio y fragilidad mental
Durante este periodo, Riel se estableció en el municipio de Plattsburgh, Nueva York, en la villa francófona de Keesville (cuya población era en su mayoría descendiente de francocanadienses). Allí fue donde recibió las últimas noticias sobre el paradero de Lépine: en su juicio por la ejecución de Scott, que comenzó el 13 de octubre de 1874, Lépine fue considerado culpable y condenado a muerte. Esto generó gran indignación en Quebec, especialmente en la prensa. La opinión pública de Quebec era favorable a la amnistía de Lépine y Riel, y las llamadas a la clemencia se multiplicaron. Este hecho fue una gran dificultad política para Mackenzie, pues estaba acorralado entre las exigencias de Quebec y de Ontario. La solución para este problema apareció cuando el entonces gobernador general de Canadá, Lord Dufferin, actuando por iniciativa propia, redujo la sentencia de Lépine en enero de 1875. Esto permitió que Mackenzie consiguiera en el Parlamento de Canadá la amnistía para Riel, con la condición de que continuara en el exilio cinco años más.

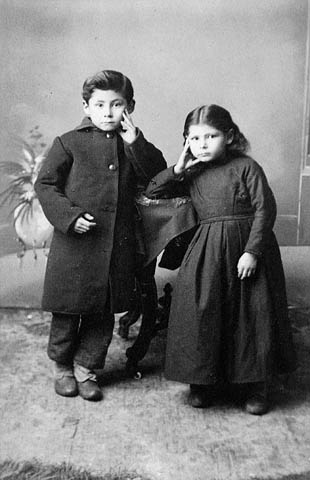
Jean-Louis y Marie-Angélique Riel, los hijos de Louis Riel.

Durante este tiempo de exilio, estuvo dominado por las cuestiones religiosas más que por las políticas. Influido por un sacerdote católico en Quebec, Riel creía cada vez más que él era el líder divinamente escogido de los métis. Biógrafos modernos especulan que Riel podría haber sufrido un desorden psicológico llamado megalomanía. Su estado mental se deterioró, y después de un violento ataque de nervios fue llevado a Montreal, donde quedó durante algunos meses bajo el cuidado de su tío, John Lee. Pero después de que Riel hubiese perturbado la celebración de un servicio religioso, Lee lo internó en un psiquiátrico de Longue-Pointe, Quebec, el 6 de marzo de 1876, con la identidad falsa de "Louis R. David". Temiendo que fuese desenmascarado, los doctores del psiquiátrico lo transfirieron poco después al centro psiquiátrico de Beauport, cerca de la ciudad de Quebec, con el nombre de "Louis Larochelle". Aunque sufría esporádicos ataques de nervios, Riel se convirtió en escritor religioso y escribió folletos teológicos que mezclaban ideas del cristianismo y del judaísmo. Es así que comenzó a llamarse a sí mismo “Louis David Riel, el profeta del nuevo mundo”. Lentamente, Riel se recuperó y salió del psiquiátrico el 23 de enero de 1878, con la recomendación de buscar una vida tranquila. Durante un tiempo volvió a Keesville, donde se enamoró de Evelina Martin dit Barnabé, hermana de un amigo suyo, el sacerdote oblato Fabien Barnabé. Al carecer de medios econmómicos para proponerle matrimonio, Riel volvió al oeste, con la esperanza de que ella lo seguiría. Sin embargo, ella decidió que la vida en los campos aislados del interior no era de su estilo, y su relación acabó.

### Montana y vida familiar
En el otoño de 1878, Riel volvió a St. Paul y visitó brevemente a sus amigos y a su familia. Los tiempos estaban cambiando muy deprisa para los métis del asentamiento del Red River: los búfalos de los que dependían (para la alimentación y la indumentaria) eran cada vez más escasos, al tiempo que el flujo de colonos anglófonos aumentaba, lo que causó que muchos Métis de Red River vendieran sus tierras a especuladores inmobiliarios. Como muchos otros Métis que abandonaron la comunidad y Manitoba, Riel se dirigió al oeste con el propósito de comenzar una nueva vida. Viajando por el Territorio de Montana, se hizo comerciante e intérprete en el área próxima a Fort Benton. Riel notó que el alcoholismo y sus efectos perjudiciales eran comunes entre los nativos americanos y los métis que vivían en la región, por lo que intentó, sin éxito, cortar o minimizar el comercio del whisky. El 28 de abril de 1881, se casó con Marguerite Monet dit Bellehumeur (1861–1886), una joven métis, cuya unión se formalizó el 9 de marzo de 1882. La pareja tuvo en total tres hijos: Jean-Louis (1882–1908), Marie-Angélique (1883–1897) y un tercero que nació muerto el 21 de octubre de 1885, menos de un mes antes de que Riel fuese ahorcado.
Pronto, Riel tomó partido en los asuntos políticos de Montana, y en 1882, hizo campaña por el Partido Republicano. Incluso llegó a demandar al Partido Demócrata, alegando fraude electoral, pero él mismo fue acusado por el partido Demócrata por inducir a que ciudadanos británicos votaran en las elecciones nacionales. Como respuesta, demandó la naturalización estadounidense, que se hizo efectiva el 16 de marzo de 1883. Con dos hijos, se asentó como maestro en la misión jesuita de St. Peter, localizada en el distrito de Sun River, en Montana.

## La Rebelión de Saskatchewan

### Tensiones en Saskatchewan
Tras la Rebelión de Red River, un gran número de métis dejó Manitoba y se dirigió al oeste, para establecerse a lo largo del valle del río Saskatchewan, especialmente en la parte sur del río, que rodeaba la misión de Saint-Laurent (próxima a la ciudad de Grandin), en la actual provincia de Saskatchewan, entonces parte de los Territorios del Noroeste. Sin embargo, alrededor de la década de 1880, se hizo claro que la emigración al oeste de Canadá no iba a solucionar los problemas de los métis y de los nativos americanos. El colapso de las poblaciones de búfalo estaban causando hambrunas entre los indígenas cree y los pies negros. Este problema estaba agravado por una reducción de la asistencia gubernamental en 1883, y por los fallos del gobierno de Canadá en ejercer sus obligaciones establecidas en el tratado de Red River. Los métis fueron obligados a dejar de cazar, y en su lugar, tuvieron que practicar la agricultura para subsistir. Sin embargo, la transición entre caza y agricultura estuvo acompañada de problemas por la propiedad de la tierra cultivada, similares a los que ya habían tenido lugar en Red River. Para empeorar la situación, estaban asentándose en la región inmigrantes de países europeos así como un número de familias de las provincias del este canadiense, que también tenían quejas acerca de la administración de las tierras. Ambas partes tenían sus problemas, y alrededor de 1884, las comunidades métis y anglófonas de la región estaban organizando reuniones en búsqueda de una solución. En el distrito electoral de Lorne, se realizó una reunión de métis en la villa de Batoche, el 24 de marzo. Treinta representantes Métis votaron el retorno de Riel para que este representara su causa. El 6 de mayo, se entabló un encuentro, la "Settler's Union" (Unión de los Colonos) entre representantes métis y anglófonos de la ciudad de Prince Albert, entre los que se encontraba William Henry Jackson, un colono de Ontario que había expresado su simpatía hacia los métis y era conocido entre ellos como Honoré Jackson. En el encuentro se decidió que se enviaría una delegación en busca de Riel, con la esperanza de que este ayudara a ambas partes a exponer al gobierno de Canadá los problemas que padecía la región.

### El retorno de Riel
El jefe de la delegación era Gabriel Dumont, un respetado cazador de búfalos y líder de los métis de Saint-Laurent, que ya había conocido a Riel en un encuentro en Manitoba. Cuando la delegación encontró a Riel, este estuvo inmediatamente de acuerdo en apoyar la causa de los Métis (hecho que tal vez no despierte sorpresas, dados los continuos pensamientos de Riel en los que se veía como el líder divinamente escogido de los Métis y el profeta de un nuevo tipo de cristianismo). Además, también pretendía usar cualquier posición de influencia en busca de sus propias reivindicaciones de tierras en Manitoba. En cualquier caso, la delegación, ahora con Riel como líder, partió el 4 de junio, y llegó a Batoche el 5 de julio. En un principio, los Métis y los anglófonos de la región tenían una óptima impresión de Riel, tras haber hablado este en público pidiendo moderación. En junio de 1884, los líderes Cree, Big Bear y Poundmaker discutieron independientemente sobre los problemas de su pueblo, y luego tuvieron encuentros con Riel. Sin embargo, los problemas de los nativos americanos eran muy diferentes de los problemas de los colonos anglófonos, y no se solucionó nada. Entonces, Honoré Jackson y varios representantes de otras comunidades, inspirados en Riel, publicaron uno manifiesto en el que se detallaban los problemas y los objetivos que tenían que alcanzar los colonos anglófonos. Durante varios meses, un comité compuesto por anglófonos y por Métis, con Jackson de secretario, trabajaron en busca de propuestas cuyo objetivo era atender a las necesidades de las diferentes comunidades y pueblos de la región. En este tiempo, el apoyo a Riel comenzó a disminuir gradualmente. A medida que los discursos religiosos de Riel se distanciaban cada vez más de las ideas de la Iglesia católica, el clero comenzó a alejarse de Riel, y el padre Alexis André le recomendó no mezclar asuntos políticos con asuntos religiosos. Además de eso, la prensa anglófona de la región comenzó a adoptar una línea editorial hostil a Riel, debido a los sobornos que el vicegobernador de los Territorios del Noroeste Edgar Dewdney ofreció a los periódicos para tal efecto. Aun así, el trabajo continuaría, y el 16 de diciembre, Riel envió la petición al gobierno de Canadá, junto con la sugerencia de que fuesen enviados representantes de la región a Ottawa con la misión de negociar directamente con el gobierno del país una solución para tales problemas. La petición fue reconocida y firmada por Joseph-Adolphe Chapleau, el Secretario de Estado de Macdonald, aunque este negara después que él hubiera leído o reconocido tal petición.

### Ruptura con la Iglesia
Mientras Riel esperaba noticias de Ottawa, consideró la idea de volver a Montana, pero alrededor de febrero decidió quedarse. En ausencia de problemas socioeconómicos a ser resueltos en el momento (hasta que se tuviera una respuesta de Ottawa) Riel comenzó a dedicarse obsesivamente a los estudios religiosos, y estaba de hecho sufriendo una recaída de sus perturbaciones mentales. Esto llevó a un deterioro en sus relaciones con la Iglesia católica (Riel, en sus discursos públicos sobre religión, apoyaba abiertamente una doctrina herética). El 11 de febrero de 1885, se recibió una respuesta del gobierno de Canadá sobre la petición. El gobierno propuso un censo de los Territorios del Noroeste y la formación de una comisión, para la investigación de los problemas. Esto enfureció a los Métis, que interpretaron esta respuesta como una mera táctica dilatoria. Una facción de los Métis comenzó a apoyar la realización inmediata de una rebelión abierta. No la apoyaban, sin embargo, ni la Iglesia católica, ni la mayoría de la comunidad anglófona ni facción Métis que apoyaba como líder a Charles Nolin. Pero Riel, sin duda influido por sus ilusiones mesiánicas, se interesó en la idea de la rebelión abierta y se convirtió en activista de inmediato. El 15 de marzo interrumpió una misa en la iglesia de Saint-Laurent para exponer sus argumentos, hecho por el cual le fue prohibido recibir los sacramentos. Como respuesta, Riel discutía cada vez más en público sobre sus "revelaciones divinas". Sin embargo, desilusionados con el status quo y atraídos por el carisma de Riel, muchos Métis continuaron siendo leales a él, a pesar de ciertas afirmaciones de este de que el obispo Ignace Bourget debería ser aceptado como papa, y de que "Roma ha caído". Un clérigo de Saint-Laurent afirmó más tarde que:
"...en su extraña y alarmante locura, [él] fascinó a nuestros pobres Métis, de la misma manera que la serpiente fascina a sus víctimas".

### Rebelión de Saskatchewan
El 18 de marzo, se supo en Saint-Laurent que se estaba reforzando un fuerte de la Policía Montada del Noroeste (North-West Mounted Police, o simplemente NWMP), en Prince Albert. A pesar de que sólo fueron enviados 100 soldados en respuesta a los avisos del Padre Alexis André y del superintendente de la NWMP Leif Newry Fitzroy Crozier, pronto comenzaron a extenderse rumores por la comunidad de que 500 tropas armadas se aproximaban a la región. La paciencia de los Métis acabó, y los seguidores de Riel se armaron, tomaron rehenes y cortaron las líneas de telégrafo entre Batoche y Prince Albert. En Batoche se declaró un gobierno provisional, el 19 de marzo. Riel fue proclamado líder político y espiritual y Gabriel Dumont asumió la responsabilidad sobre cuestiones militares. Entonces, Riel formó un Consejo llamado el "Exovedate" (neologismo que significa "los que han abandonado el rebaño"), y mandó representantes a los Big Bear y los Poundmaker para que se aliaran con ellos. El 21 de marzo, los emisarios de Riel exigieron que Crozier capitulara en Fort Carlton, pero este último lo rechazó. La situación en la región se había vuelto crítica, y el 23 de marzo, Dewdney envió un mensaje vía telégrafo a Macdonald, en el que le informaba de que quizá pudiera ser necesaria una intervención militar. Explorando cerca de Duck Lake, el 26 de marzo, un cuerpo de 26 personas liderado por Gabriel Dumont se encontró inesperadamente con una patrulla policial venida de Fort Carlton. En la batalla que se siguió, la Batalla de Duck Lake, todos los policías se retiraron, y los indígenas de la región se aliaron con los Métis, después de recibir noticias sobre la victoria Métis en Duck Lake. La Rebelión del Noroeste acababa de comenzar.

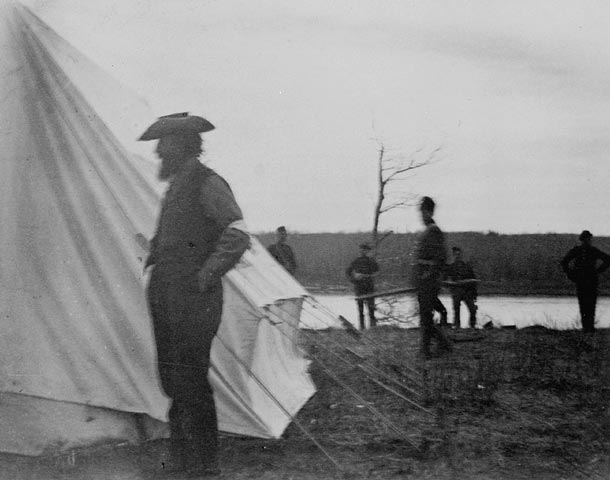
Louis Riel es detenido en Batoche. 16 de mayo de 1885.

Riel creía que el gobierno de Canadá no sería capaz de responder eficaz y rápidamente a otra revuelta en los distantes y aislados Territorios del Noroeste, forzándole a que estableciera negociaciones políticas. Ésta era la misma estrategia que funcionó durante la rebelión de Red River, ocurrida en 1870 (cuando las primeras tropas tardaron 3 meses en llegar a Red River, recorriendo todo el trayecto desde Ontario hasta la nueva provincia de Manitoba a pie o a caballo). Sin embargo, Riel no sabía, o ignoraba por completo, la existencia de la Canadian Pacific Railway, que estaba construyéndose entre Vancouver y Montreal. A pesar de que hubiese grandes vacíos a lo largo de la vía férrea (por el hecho de que aún estuviese en construcción) las primeras fuerzas militares canadienses, bajo el mando del Mayor-General Frederick Dobson Middleton, arribaron en Duck Lake menos de dos semanas después del ascenso al poder de Riel.
Sabiendo que no podría derrotar a las fuerzas canadienses en un enfrentamiento directo, Dumont esperaba forzar a los canadienses para que negociaran, a través del uso de estrategias de guerrillas. Dumont tuvo un modesto éxito siguiendo estas estrategias en la Batalla de Fish Creek, el 24 de abril. Riel, sin embargo, insistía en concentrar las fuerzas en Batoche, para la defensa de su "Ciudad de Dios". El resultado de la Batalla de Batoche, que tuvo lugar entre el 9 de mayo y el 12 de mayo, fue la derrota y la rendición de Riel frente a las fuerzas canadienses, el día 15 de mayo. Las fuerzas de los Big Bear aún resistirían aproximadamente un mes, hasta la Batalla de Loon Lake, el 3 de junio, pero sin embargo el resultado de la rebelión fue una derrota total de los Métis y los indígenas, que en su mayor parte hicieron acto de rendición o huyeron.

## Juicio
Varios individuos ligados al gobierno de Canadá pidieron que el juicio de Riel se realizara en Winnipeg en julio de 1885. Varios historiadores dicen que el juicio se trasladó a Regina debido a la posibilidad de que existiera un jurado étnicamente multicultural y, por lo tanto, favorable a Riel. Sin embargo, el historiador Thomas Flanagan dice que una enmienda realizada al North-West Territories Act, que eliminó la provisión de que los juicios de crímenes punibles con la pena de muerte tenían que realizarse en Manitoba, implicó que el juicio podría realizarse dentro de los Territorios del Noroeste, y que por tanto no hacía falta que se llevara a cabo en Winnipeg.

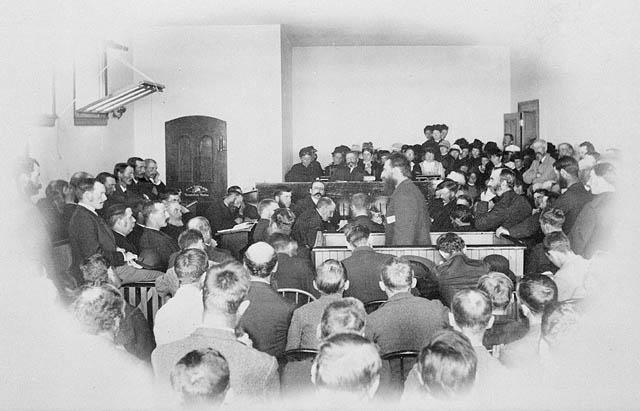
Louis Riel declara en su juicio.

El primer ministro John Alexander Macdonald ordenó que el juicio se realizara en Regina, donde Riel fue juzgado por un jurado compuesto por seis protestantes ingleses y escoceses, todos de la región de Regina. El juicio se inició el 28 de julio de 1885, y duró sólo cinco días.
Riel pronunció grandes y largos discursos en su juicio, en los que defendía sus propias acciones y afirmaba y ponía énfasis en los derechos de su pueblo, los Métis. Rechazando la tentativa de su abogado de presentarlo como mentalmente desequilibrado como método de defensa, afirmó:
"La vida, sin la dignidad de la inteligencia, no merece la pena."
El jurado lo consideró culpable, pero recomendó clemencia; aun así, el juez Hugh Richardson lo condenó a la pena de muerte. En un principio, la fecha de ejecución estaba prevista para el 18 de septiembre de 1885. Cincuenta años después, Edwin Brooks, un miembro del jurado, dijo que Riel fue juzgado por traición y ahorcado por la muerte de Thomas Scott.

## Ejecución
En el tiempo que precedió a su ejecución, Riel se reconcilió con la Iglesia católica, y tuvo como consejero espiritual al Padre André. También se le proporcionó material de escritura, por lo que Riel pudo emplear su tiempo en prisión para escribir un libro. Boulton escribe en sus memorias que, a medida que se aproximaba el día de la ejecución, Riel se iba arrepintiendo de su oposición a la tentativa de su abogado de considerarlo mentalmente desequilibrado, e intentó, sin éxito, dar evidencias de que no estaba completamiente cuerdo. Después de varios pedidos para un segundo juicio, todos negados, Riel fue ahorcado, por traición, el 16 de noviembre de 1885.

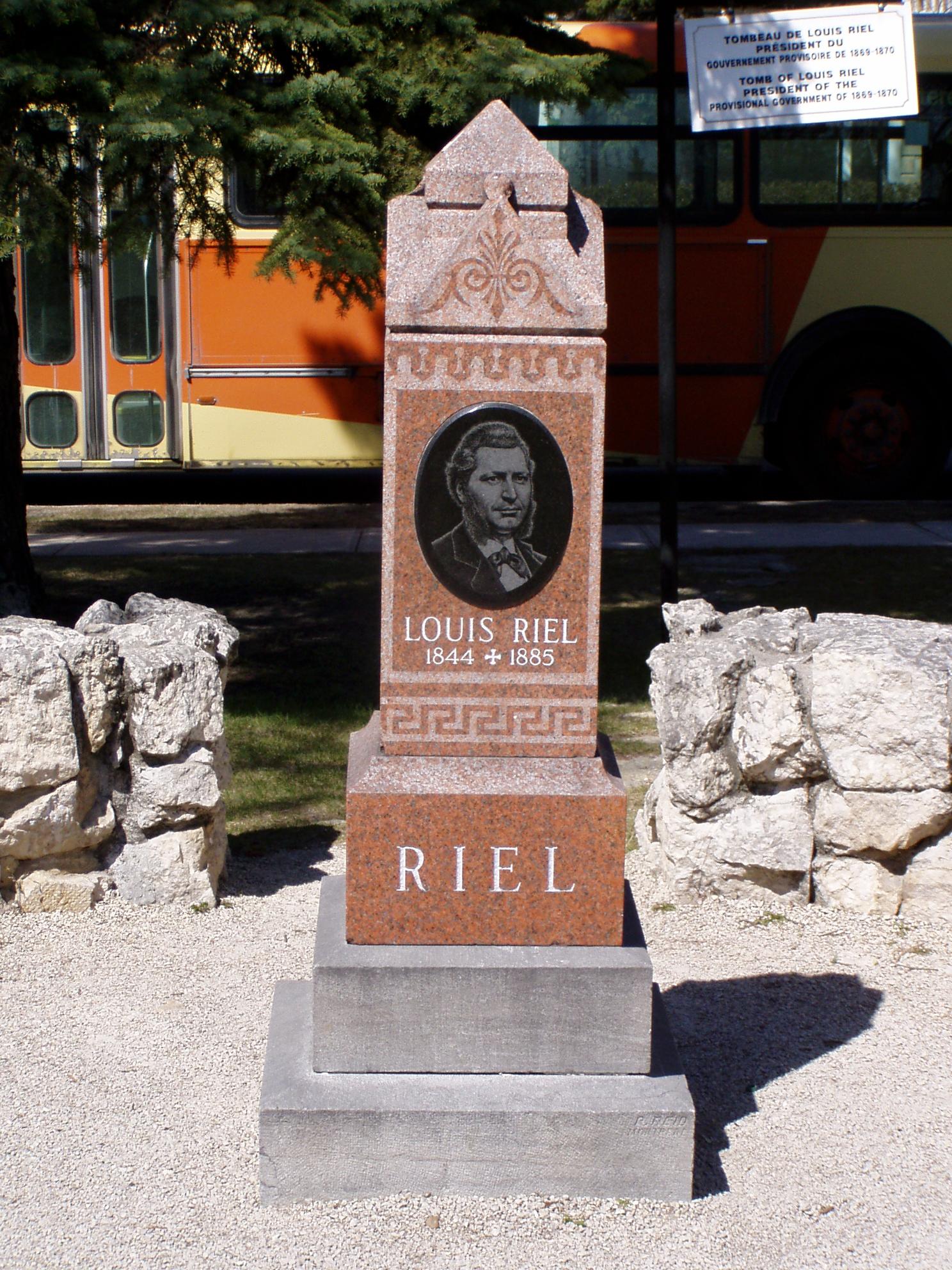
La tumba de Riel, en la Catedral de St. Boniface.

A continuación, Boulton describe los momentos finales de Riel:
...Padre André, después de haber explicado a Riel de que su fin estaba próximo, le preguntó si estaba en paz con los hombres. Riel respondió "Sí." La siguiente pregunta fue, "¿Perdona usted a todos sus enemigos?" "Sí." Riel preguntó si podía hablar. El Padre André le aconsejó que no lo hiciese. Entonces, recibió el beso de la paz de los dos padres, y el Padre André exclamó en francés, "Alors, allez au ciel!". ["¡Ve al cielo, pues!"]
...Sus últimas palabras [de Riel] fueron un último adiós al doctor Jukes y un agradecimiento a su generosidad, y justo antes de que fuese colocada la capucha blanca sobre su cabeza, Riel dijo, "Remerciez, Madame Forget.". ["Gracias, Señora Forget"]
Fue colocada la capucha, y mientras [Riel] rezaba, la palanca de la horca (que sirve para abrir una trampilla bajo el suelo donde está el condenado) fue activada. La muerte no fue instantánea. Su pulso cesó cuatro minutos después de que se abriera la trampilla, y durante ese tiempo, la cuerda de alrededor de su cuello lo estrangulaba lentamente hasta la muerte. Su cuerpo se iba a enterrar en el recinto de la horca, e incluso se comenzó la construcción de una sepultura, pero una orden del vicegobernador ordenó que el cuerpo sería entregado al Sheriff Chapleau, cosa que se hizo la misma noche del día de la ejecución.
El primer ministro de Canadá, John A. Macdonald, fue esencial en el mantimento de la sentencia de muerte de Riel. Se dice que en una ocasión dijo:
"Debe ser ahorcado aunque todos los perros de Quebec ladren a su favor."
Después de la ejecución, el cuerpo de Riel fue llevado a casa de su madre, en St. Vital, Manitoba. El 12 de diciembre de 1885, los restos mortales de Riel se enterraron en el cementerio de la Catedral de Saint Boniface tras una misa de réquiem.

## Legado

### Legado político
Los Métis de Saskatchewan recibieron las tan esperadas licencias y documentos que los hacían definitivamente dueños de parte de las tierras de la región. Sin embargo, no tenían el más mínimo conocimiento del valor de sus propiedades a largo plazo, y se las vendieron a especuladores que más tarde obtendrían grandes beneficios de ellas. En muchos aspectos, se materializaron los grandes temores de Riel: después del fracaso de la rebelión, el idioma francés y la religión católica se veían relegados cada vez más a un segundo plano en Manitoba y en Saskatchewan, como lo ejemplifica la controversia en torno a la Cuestión de las escuelas de Manitoba. Los Métis fueron forzados a vivir en tierras pobres o cerca de reservas indígenas (pero no dentro de ellas, pues no tenían el estatuto de nativos). Se reitera nuevamente que, hasta entonces, Saskatchewan aún formaba parte de los Territorios del Noroeste (pasaría a ser provincia en 1905).
La ejecución de Riel y el rechazo de Macdonald (líder del Partido Conservador de Canadá) a reducir su pena causó un gran revuelo en Quebec, y llevó a la gran alteración del orden político de Canadá. En Quebec, Honoré Mercier aprovechó el descontento de la población quebequense sobre la ejecución de Riel para reconstituir el Parti National. Este partido político, que fomentaba el nacionalismo quebequés, venció en las elecciones provinciales de 1886, anteriormente controladas por el Partido Conservador de Quebec. En las elecciones federales de 1887 también hubo grandes cambios, pues el Partido Liberal de Canadá, bajo el liderazgo del quebequense Wilfrid Laurier, consiguió un gran ascenso, a costa del Partido Conservador. Esta victoria marca el inicio del dominio del Partido Liberal en la política de Canadá a lo largo del siglo XX.
La influencia duradera del apellido Riel en la política de Canadá se demostró el 16 de noviembre de 1994, cuando Suzanne Tremblay, miembro del Bloc Québécois y del parlamento, propuso la Ley C-228, "Ley por la que se anula la condena a Louis David Riel". Esta fallida ley fue vista en el Canadá anglófono como una tentativa de movilizar a las fuerzas nacionalistas quebequesas, al acercarse el referéndum de 1995 sobre la soberanía de Quebec.

### Riel en la actualidad
La antigua percepción de Louis Riel como un demente y traidor a la nación, bastante extendida fuera de las comunidades Métis y francocanadiense, ha decaído considerablemente desde finales del siglo XX. Gran parte de la población canadiense lo ve en la actualidad como un héroe que luchó por los ideales de su pueblo frente a la política racista del gobierno, e incluso algunas personas que cuestionan su cordura mental lo ven como una figura política de importancia. A pesar de esto, Louis Riel aún sigue siendo un enigma, siendo a la vez, como observó el historiador James Maurice Stockford Careless, profesor de la Universidad de Toronto, un criminal y un héroe al mismo tiempo. Es posible también que su decisión de ejecutar a Scott, haya alterado drásticamente el curso de la historia de su pueblo, los Métis. Por ejemplo, después de la Rebelión de Red River, el gobierno de Canadá inició un programa de colonización de la región, pero no lo supervisó con el debido cuidado, con lo cual especuladores inmobiliarios y otros colonos no-Métis consiguieron hacer que los Métis abandonaran forzosamente sus tierras. Si Riel no hubiera asesinado a Scott, tal vez el gobierno de Canadá hubiera sido más riguroso en la supervisión de tal programa, dadas las buenas relaciones entre Canadá y los Métis hasta ese momento.
Especialistas en la historia y la cultura Métis señalan que Riel es una figura que es más valorada entre personas no-Métis que entre los propios Métis en sí, tal vez porque es la única persona Métis conocida entre personas no-Métis. Aunque este punto de vista no es universalmente aceptado, varios estudiosos como Thomas Flanagan notan la impresionante semejanza entre la actitud mística de Riel y ciertos cultos milenaristas que aparecieron contemporáneamente. Otros también subrayan su lado revolucionario. En los años 1960, el Front de libération du Québec bautizó una de sus células terroristas con el nombre de Louis Riel.

### Monumentos y nombres

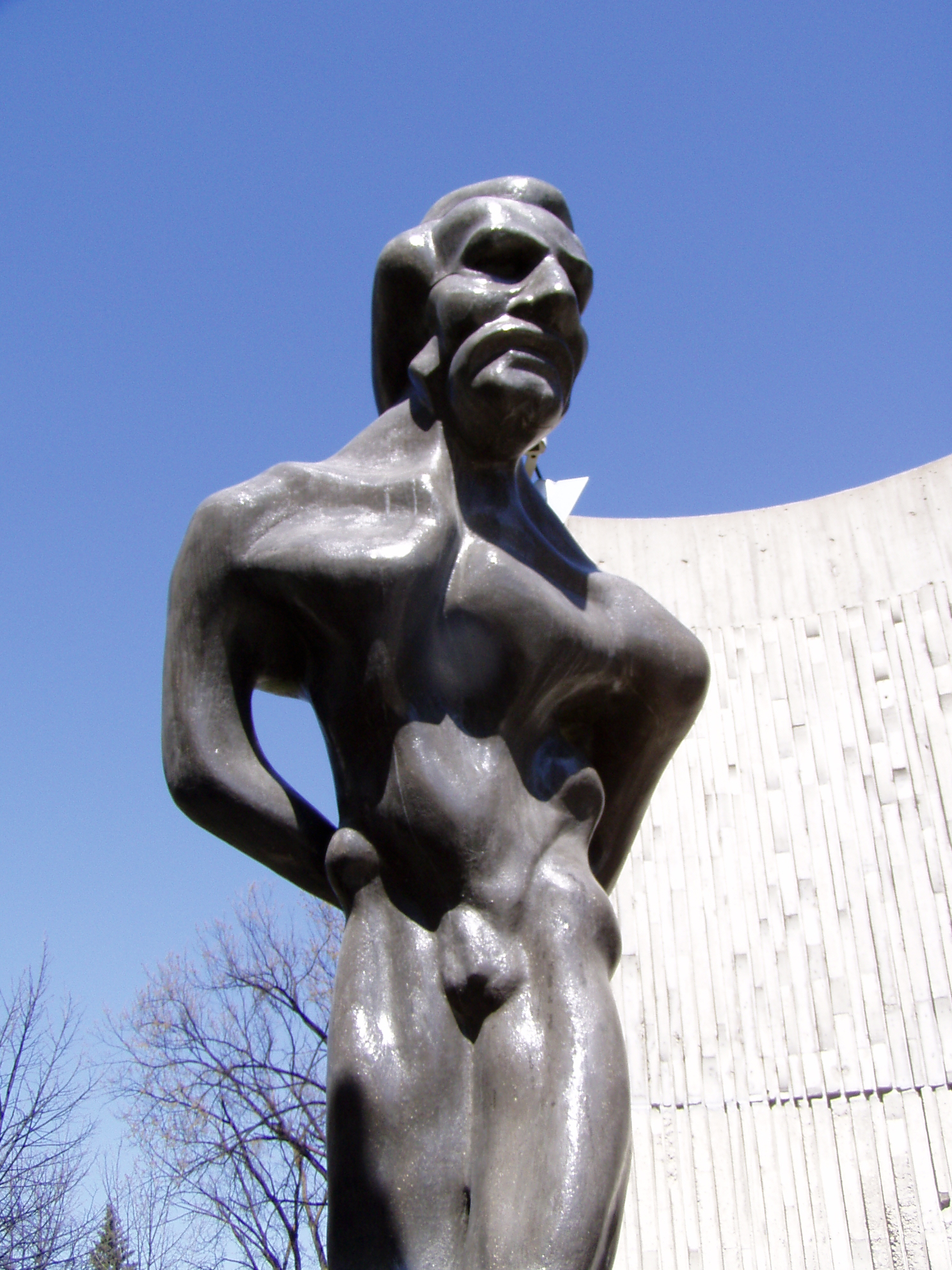
Estatua de Louis Riel "torturado", en el Collège universitaire de Saint-Boniface.

En la actualidad se encuentra una estatua de Louis Riel en la Parliament Hill de Ottawa, y además hay otras dos en Winnipeg. Una de las estatuas de Winnipeg, obra del arquitecto Étienne Gaboury y del escultor Marcien Lemay, muestra a un Riel desnudo y torturado. Se inauguró en 1970, y estuvo localizada en la Asamblea Legislativa de Manitoba durante 23 años. Sin embargo, gran parte de la población de la ciudad —especialmente los Métis que viven en la región— exigían que la estatua fuera sustituida por otra, alegando que la antigua estatua era una representación de Riel incorrecta e indigna. Por ello, se trasladó al Collège universitaire de Saint-Boniface en 1994, y fue sustituida por una estatua diseñada por Miguel Joyal, que muestra a Riel como un hombre de estado digno.

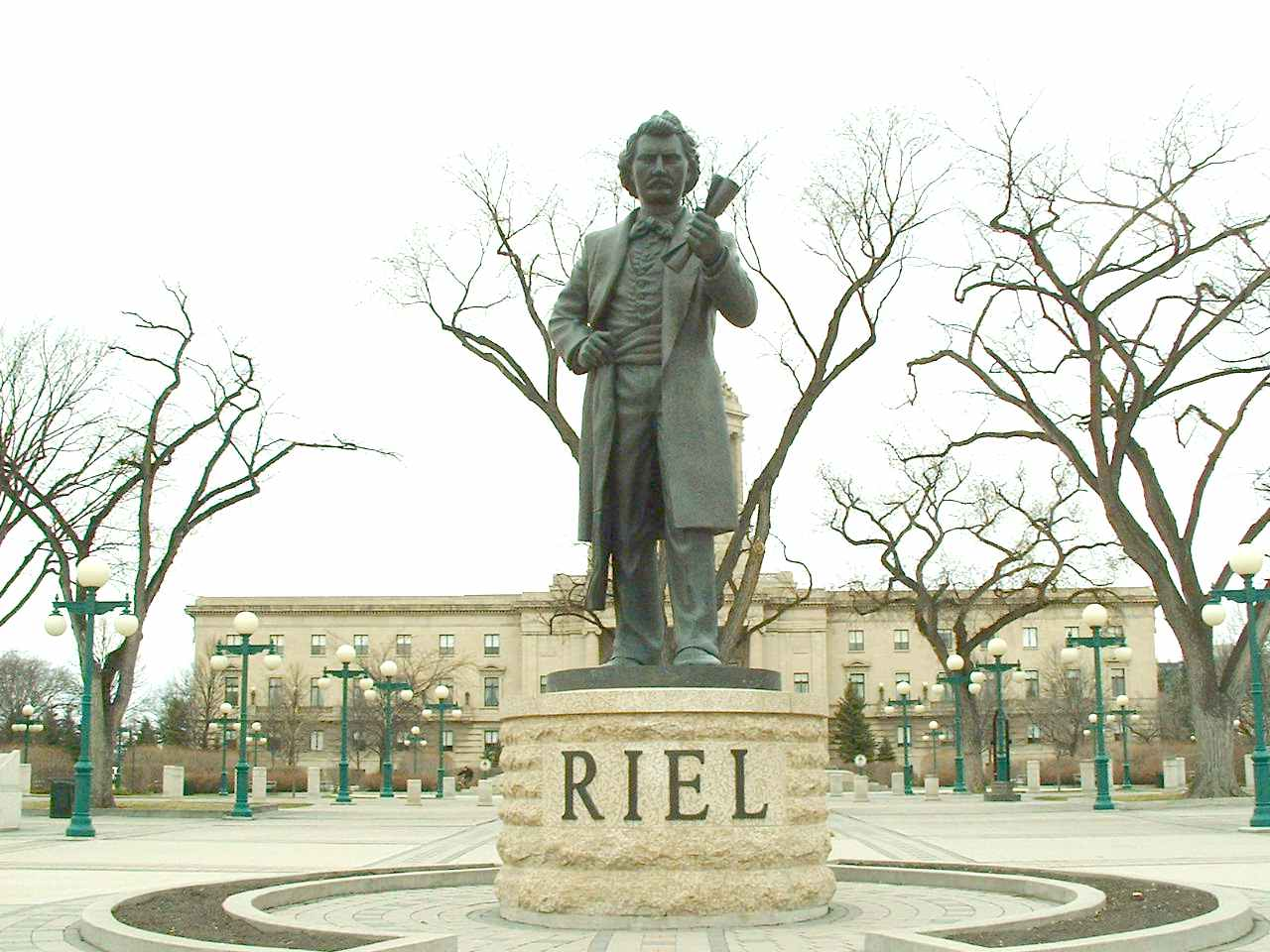
Estatua de Louis Riel, por Miguel Joyal, en Winnipeg, Manitoba.

Muchas comunidades y pueblos de Manitoba y de Saskatchewan han dedicado calles, escuelas y edificios públicos a la memoria de Louis Riel. El centro estudiantil de la Universidad de Saskatchewan, localizado en Saskatoon, lleva el nombre de "Riel". Además, la autopista provincial 11, que conecta Regina con Prince Albert fue bautizada Louis Riel Trail, por el gobierno de Saskatchewan. Esta carretera pasa cerca de muchos lugares importantes de la rebelión de 1885.

### Riel en el arte y la cultura popular
Entre las representaciones más célebres de Louis Riel se cuentan el telefilme "Riel" sobre la Rebelión de Red River, producido por la CBC en 1979, así como la novela gráfica "Louis Riel: A Comic-Strip Biography" del dibujante canadienseChester Brown, aparecida en 2003 (publicada en español como "Louis Riel. Un cómic biográfico" por Ediciones "La Cúpula" en 2006) considerada uno de los mejores cómics de 2003 por el columnista de TIME Andrew Arnold, y nominada para un Premio Eisner en 2004.
En 1967, en el marco de las celebraciones del centenario de la independencia de Canadá, se presentó una ópera de tres actos titulada "Louis Riel". Compuesta por Harry Somers y con un libreto de Mavor Moore y Jacques Languirand, fue representada por primera vez por la Canadian Opera Company, entre septiembre y octubre de ese mismo año.
Desde finales de la década de 1960 hasta comienzos de la década de 1990, la ciudad de Saskatoon celebró el "Día de Louis Riel", una fiesta de verano con carrera de relevos, canoas, escalada y equitación (también había un concurso de degustación de col rellena). El acontecimiento se canceló más tarde por falta de ayudas financieras.
Un grupo de rock canadiense tomó en 1994 el nombre de Exovedate, el nombre del Consejo formado por Riel en 1885. El compositor Billy Childish escribió igualmente una canción llamada "Louis Riel".
El 22 de octubre de 2003, la CBC Newsworld y su equivalente francófona, la Réseau de l'information, emitieron en directo una simulación del juicio de Riel y se invitó a los telespectadores a votar "culpable" o "no culpable" por internet. De los cerca de 10 000 votos recibidos, el 87% votó "no culpable". Los resultados de esta votación popular reavivaron los llamamientos al perdón póstumo. De la misma manera, los resultados obtenidos en un sondeo realizado para el programa de la CBC The Greatest Canadian (el mayor canadiense) lo colocaron el puesto número 11 de los mayores personajes históricos del país.